# 劉守光
劉守光（？—914年2月16日），深州（今河北深州）人，五代時期燕國建立者，為幽州節度使劉仁恭之子，發動兵變，奪父位自立，又稱帝。後被李存勗討伐，斬殺。

## 簡介
劉守光曾因與其父劉仁恭的愛妾羅氏通姦，被父亲劉仁恭鞭打後，斷絕父子關係。唐哀帝天祐四年（907年），朱溫部將李思安攻幽州（今北京市），而當時劉仁恭還在城外大安山享樂，城中沒有戒備，劉守光從城外命令部将李小喜、元行钦率軍進入擊退李思安後，隨即自稱幽州節度使，並派兵進攻大安山，擒劉仁恭，並將其囚禁，又派元行钦害其诸兄弟，其幼弟刘守奇奔河东。此後並與其兄義昌節度使劉守文相互攻擊，909年，擒劉守文，不久將其殺害，并攻陷义昌军，兼有兩鎮。同年，為後梁太祖朱全忠封燕王。
劉守光本性平庸愚昧，兼併義昌後，驕傲自滿，認為父兄的失勢，都是上天所助，其荒淫和暴虐的程度由是與日俱增，并有稱帝之意。911年，刘守光派人游说成德军节度使赵王王镕、义武军节度使王处直尊自己为尚父。河东节度使晋王李存勗麾下诸将欲使其惡貫滿盈，说服李存勗与王镕、王处直和昭义军节度使李嗣昭、振武军节度使周德威、天德军节度使宋瑶共奉册推刘守光为尚书令、尚父。刘守光果然以为六镇此举是畏惧自己，更加骄狂，向梁太祖表求河北都统，被任为河北道采访使，遣阁门使王瞳、受旨史彦群册命。刘守光安排册礼时问及郊天、改元，被告知尚父虽然贵重，仍是人臣，无权郊天、改元。于是劉守光豪語：“我地方三千里，帶甲三十萬，直作河北天子，誰能禁我？尚父何足为！”不顧幕府眾將的反對要称帝，置斧质于庭说：“敢谏者斩！”并立斩劝止自己称帝的孙鹤，登極為帝，國號大燕，改元應天，以梁使王瞳为左相，卢龙判官齐涉为右相，史彦群为御史大夫。
燕建立後，即不斷受到晉王李存勗的攻擊，應天三年（913年），晉軍攻陷幽州，俘獲被囚禁已久的劉仁恭，而劉守光逃亡後不久亦被擒。914年，李存勖为王镕设宴，王镕提出想见一见多年为敌的刘氏父子，李存勖就让刘氏父子一同上桌吃饭。不久，劉氏父子被李存勗獻於晉國太廟，李存勗監斬劉守光，劉守光至死仍求饒不絕，称自己善骑射，愿助李存勗平定天下，甚至遭到两位妻子的不齿。

## 妻子

### 妻
- 李皇后
- 祝皇后

### 子
- 刘继威（912年被张万进所杀）
- 刘继珣，914年被李存勗处决
- 刘继方，914年被李存勗处决
- 刘继祚，914年被李存勗处决

此外史书将刘守奇子刘继颙误记作刘守光子。